# Майнес
Майнес — іспанське прізвище. Відомі люди з прізвищем включають:
- Альберто Майнес, губернатор Нью-Мексико в 19 столітті
- Алехандро Майнес (народився в 1970-х роках), мексиканський серійний вбивця
- Едуардо Гарсіа Майнес (1908—1993), мексиканський юрист
- Хорхе Майнес (нар. 1985) мексиканський політик

| прізвище                    | прізвище                                            |     |
| --------------------------- | --------------------------------------------------- | --- |
| Оригінал мовою              | /Máynez/                                            |     |
| Фонетичні алгоритми (англ.) |                                                     |     |
|                             |                                                     |     |
|                             |                                                     |     |
|                             |                                                     |     |
| Пошук сторінок              | які починаються з містять у Вікіданих • :посилання: |     |
| П                           | прізвище                                            | WD: |